# Retusa montereyensis
Retusa montereyensis är en snäckart som beskrevs av A. G. Smith och M. Gordon 1948. Retusa montereyensis ingår i släktet Retusa och familjen Retusidae. Inga underarter finns listade i Catalogue of Life.